# Primula chrysostoma
Primula chrysostoma är en viveväxtart som beskrevs av Otto Karl Anton Schwarz. Primula chrysostoma ingår i släktet vivor, och familjen viveväxter. Inga underarter finns listade i Catalogue of Life.